# Прамполини, Энрико
Энрико Прамполини (итал. Enrico Prampolini; 20 апреля 1894, Модена — 17 июня 1956, Рим) — итальянский художник и скульптор футуристического направления.

## Жизнь и творчество
В 1915 году Э. Прамполини выпускает манифест «Футуристическая сценография и хореография» (Scenografia e coreografia futurista) и в том же году начинает работать как театральный художник и дизайнер театральных костюмов. Особенно плодотворным для художника был период начиная с 1920 года, когда он работает для римского Teatro del Colore. В 20-е годы, во время своей первой поездки за границу, знакомится в Веймаре с художественным направлением Баухаус и одним из его теоретиков Тео ван Дуйсбургом. Во время этой же поездки знакомится с Василием Кандинским, Элом Лисицким, Паулем Клее, Оскаром Шлеммером, Питом Мондрианом и другими виднейшими художниками этого периода, пытавшимися создать в живописи особый конструктивно-геометрический язык форм для рисунка.
Э. Прамполини начинает сотрудничество с художественным журналом «Де Стиль» и пишет для него несколько статей. Он с конца 1910-х годов является сторонником футуристичеко-геометрического построения композиции, что характерно для представителей второй волны итальянского футуризма. В выпущенном в 1923 году совместно с Иво Паннагги (1901—-1981) и Виницио Паладини (1902—-1971) «Манифесте механического искусства» (Manifesto dell´arte meccanica futurista) художник считает основанием для нового искусства использование механических элементов, происходящих из мира машин, воспевает динамику и ритмику, присущие работе механизмов.
В 1925 году на Всемирной выставке в Париже Энрико Прамполини был удостоен почётного диплома — второй по значимости награды по классу театрального искусства.
С приходом в Италии к власти Муссолини Э. Прамполини, как и многие другие художники-футуристы, поддерживает новый режим. В 1932 году он, совместно с Джерардо Доттори и Марио Сирони, руководит и осуществляет в футуристическом стиле оформление грандиозной «Выставки фашистской революции» (Mostra della Rivoluzione Fascista) в Риме.